# NGC 6962
NGC 6962 је спирална галаксија у сазвежђу Водолија која се налази на NGC листи објеката дубоког неба.
Деклинација објекта је + 0° 19' 19" а ректасцензија 20h 47m 18,9s. Привидна величина (магнитуда) објекта NGC 6962 износи 12,2 а фотографска магнитуда 13,0. NGC 6962 је још познат и под ознакама UGC 11628, MCG 0-53-3, CGCG 374-15, KCPG 548A, IRAS 20447+0008, PGC 65375.